# Piano di Stoccolma del 1961
Il piano di Stoccolma del 1961 (in ambito tecnico ST61) è un accordo internazionale per la designazione di un piano delle frequenze per l'area europea di radiodiffusione riguardo alla radiodiffusione e alla televisione nelle bande VHF e UHF.
La riunione, alla quale presero parte 38 paesi, ebbe luogo tra il 26 maggio e il 22 giugno 1961 in un hotel di Stoccolma, in Svezia.
A Stoccolma era stato siglato un altro accordo nove anni prima, il piano di Stoccolma del 1952. Al piano del 1961 seguirono poi varie revisioni.
La conferenza si collocò in una situazione storica e politica particolare, ovvero in una delle fasi più tese della Guerra Fredda, appena due mesi prima della costruzione del muro di Berlino. Per evitare ulteriori controversie, alle emittenti nella zona Berlino fu assegnato un codice di nazionalità neutro.
Un'importante delibera fu quella di destinare la banda di frequenze tra 87,5 e 100 MHz, per quanto riguarda l'Europa occidentale alla radiodiffusione in modulazione di frequenza. Nella Conferenza di Ginevra del 1984 si stabilì l'estensione della banda fino a 108 MHz, oggi in vigore.